# Tracción delantera

Esquema básico :
A : motor
B : ruedas motrices

La tracción delantera (abreviada como FWD por sus siglas en inglés; en idiomas como el francés se utiliza simplemente la palabra "traction" para referirse a que la impulsión se halla en el eje delantero, y "propulsión" para denominar a la tracción trasera) es el sistema en el que el par motor se transmite solo al eje delantero, el mismo eje en el que se suele encontrar la dirección del vehículo. La mayoría de los automóviles de tracción delantera incorporan el diferencial en la estructura de la caja de cambios.
Los vehículos modernos de tracción delantera montan un motor transversal, mientras que los de tracción trasera o integral suelen montar motores longitudinales. Existen algunas excepciones a esta regla, como los motores longitudinales con tracción delantera. 
Independientemente de experiencias pioneras anteriores, la popularización del sistema de tracción delantera en la industria del automóvil tuvo dos hitos clave:
|  | * El Citroën Traction Avant, lanzado en 1934, que fue el primer vehículo de serie dotado de tracción delantera, disponiendo el motor longitudinalmente. El enorme costo del desarrollo tecnológico de esta solución estuvo a punto de hacer quebrar a Citroën. |
|  | * El Mini, en 1959 (justo un cuarto de siglo después), que supuso un nuevo paso tecnológico, combinando la tracción delantera con un motor transversal, dando origen a los vehículos compactos modernos.                                                       |

La evolución de los sistemas de tracción delantera, los ha convertido en el sistema más utilizado en el mundo del automóvil, desplazando prácticamente por completo a los modelos de motor trasero y tracción trasera (muy populares hasta la década de 1960 por su menor complejidad mecánica). Otras soluciones, como los modelos de motor delantero y tracción trasera, que algunas marcas mantienen por motivos de prestigio, no son tan frecuentes.

## Historia

### Antes de 1901
En esta época ya se estaba experimentando con los primeros vehículos de tracción delantera. Según varias fuentes, entre 1895 y 1898 Gräf & Stift desarrolló un voiturette con un motor frontal De Dion-Bouton de un cilindro impulsando el eje delantero. Puede considerarse el primer automóvil de tracción delantera del mundo, pero no llegó a fabricarse de forma masiva. En 1898, Latil, en Francia, ideó un sistema de tracción delantera para motorizar los carros tirados por caballos.

### Victoria Combinationde la Société Parisienne

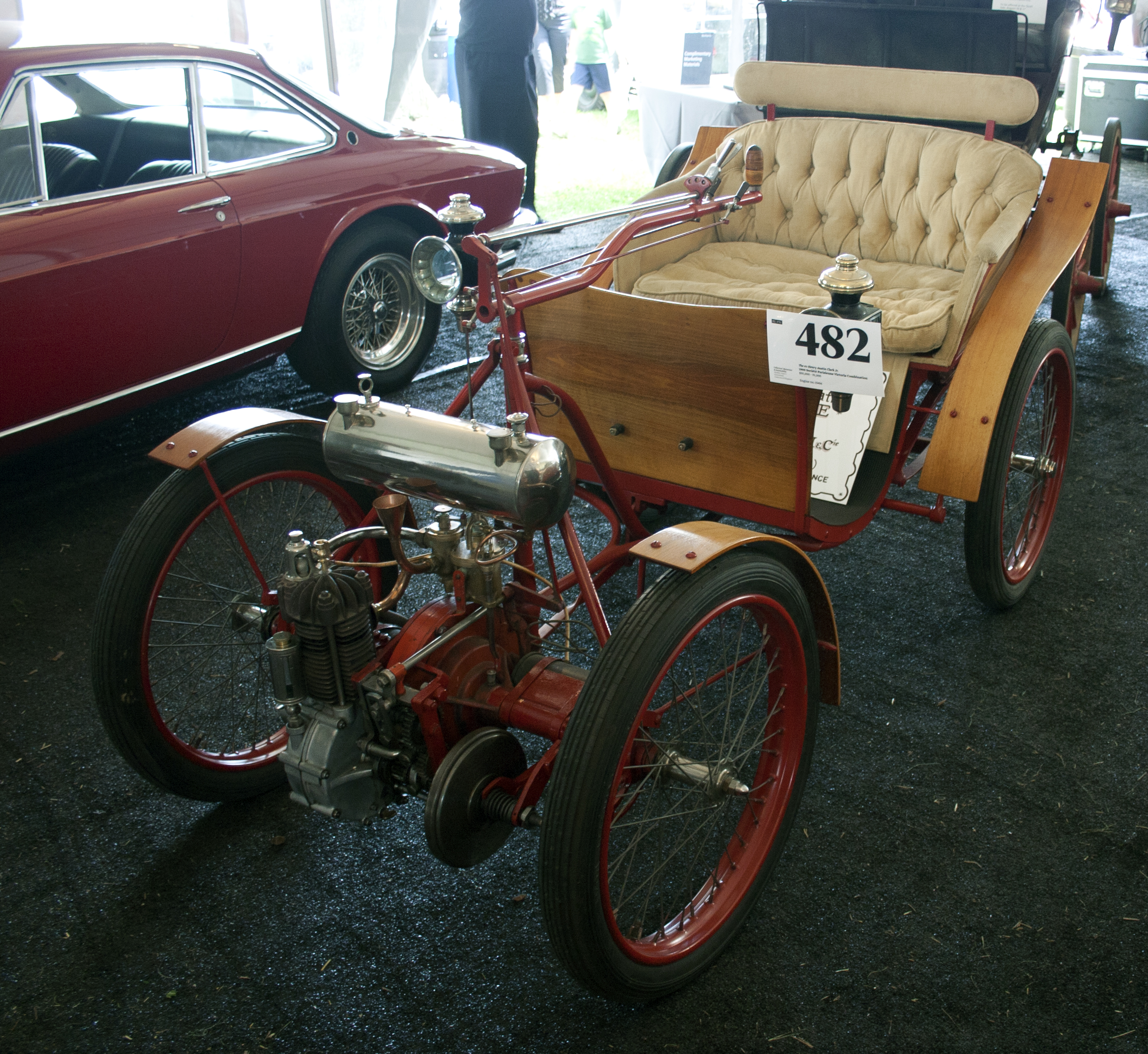
Victoria Combination (1898-1901)
Vista delantera

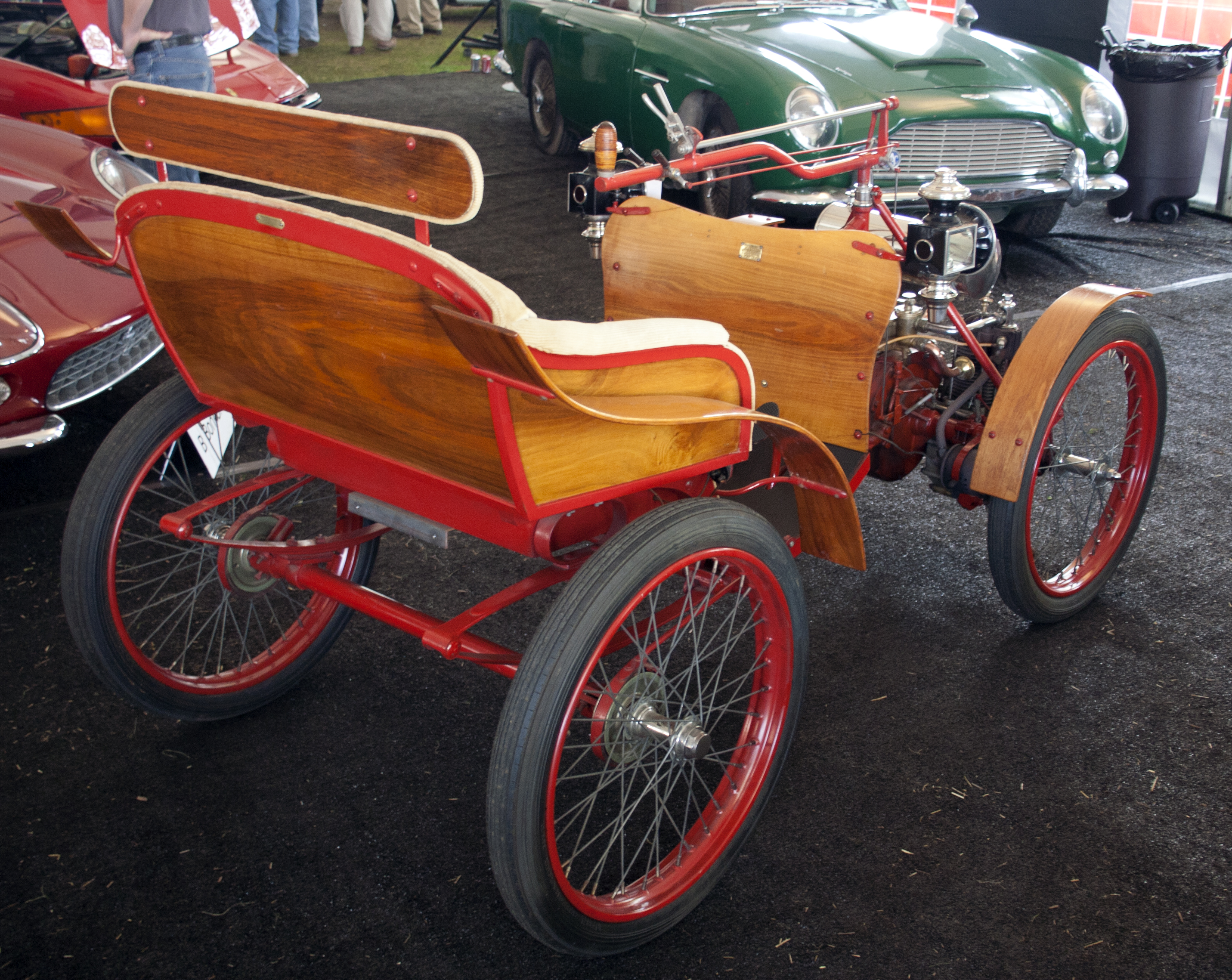
Victoria Combination (1898-1901)
Vista trasera

En 1898 y 1899, el fabricante francés Société Parisienne pantentó un vehículo de tracción delantera articulado denominado Victoria Combination. Este vehículo montaba un motor De Dion-Bouton de 1,75 caballos de vapor (1,3 kW) o de 2,5 caballos de vapor (1,8 kW) o un Aster de 3,5 caballos (2,6 kW) refrigerado por agua. El motor estaba instalado sobre el eje frontal, por lo que rotaba con el movimiento del volante. El nombre Victoria Combination hacia referencia a un coche de caballos de dos plazas ligero que se solía designar "Victoria", combinado con un eje delantero sobre el que iba montado un motor impulsando las ruedas frontales. También se le denominó como el Eureka.
En 1899, los Victoria Combination participaron en una prueba automovilística, una carrera de 371 km desde París a Saint-Malo, quedando los 23 en la clasificación general y segundos (últimos) de su categoría. En octubre, un Victoria Combination quedó ganador de su categoría en la competición París-Rambouillet-París, recorriendo 100 km a una velocidad de 26 kilómetros por hora (16 mph). En 1900 recorrió una distancia de 240 kilómetros (149 millas) sin descanso a una velocidad de 29 km/h (18 millas por hora).
Cuando cesó su producción, a mediados de 1901, se había llegado a vender más de 400 unidades por 3.000 francos (unos 550 €) cada una.

### De 1900 a 1920
J. Walter Christie, de Estados Unidos, patentó un diseño de tracción delantera, cuyo primer prototipo se construyó en 1904. Él mismo se ocupó de realizar demostraciones del vehículo, corriendo en distintas carreteras de los Estados Unidos y completando la Copa Vanderbilt en 1906 y el Gran Premio de Francia. En 1912 comenzó a fabricar una línea de tractores motorizados de tracción delantera, pero la empresa fracasó debido a sus pocas ventas.

### De 1920 a 1930

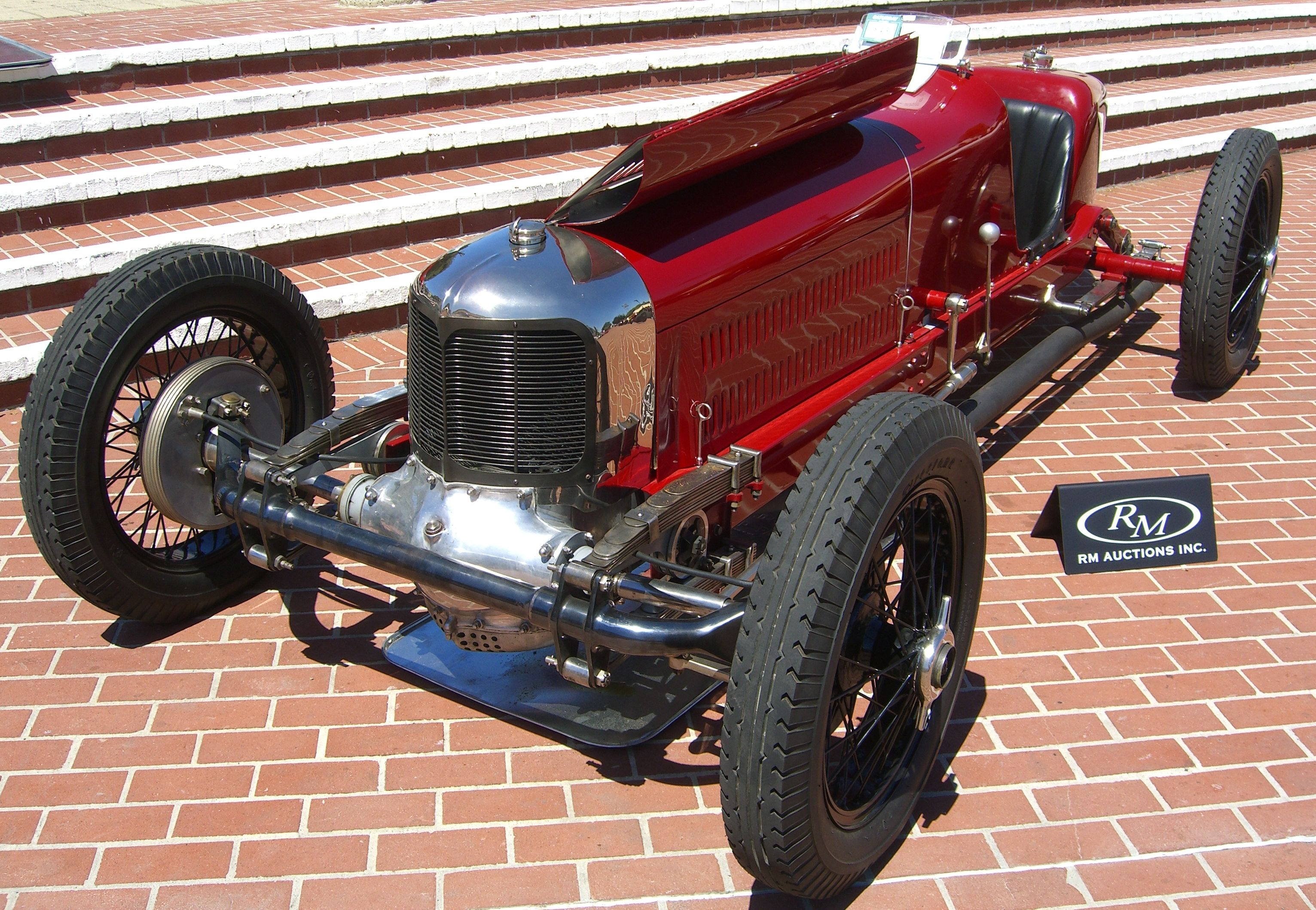
Coche de competición tracción delantera, 1925 Miller 122 del Indianápolis 500

La siguiente aplicación del sistema de tracción delantera fue en un vehículo de carreras sobrealimentado, llamado Alvis 12/50, diseñado por George Thomas Smith-Clarke y William M. Dunn de Alvis Cars, en el Reino Unido. Este vehículo participó en la Kop Hill Climb de 1925 en Princes Risborough (Buckinghamshire) el 28 de marzo de 1925. Harry Arminius Miller, de Menomonie (Wisconsin), diseñó el Miller 122, un vehículo de carreras de tracción delantera que participó en las 500 Millas de Indianápolis de 1925, organizado por el Indianapolis Motor Speedway el sábado 30 de mayo de 1925.
Sin embargo, la idea de la tracción delantera no tuvo éxito fuera del mundo de la competición, ya que ningún fabricante importante decidió manufacturar vehículos con dicho sistema. En los Estados Unidos, los experimentos de mercado se dejaron para algunas empresa como Ruxton (200 vehículos en 1929) o el Cord L-29 de 1929. Ningún fabricante era partidario de introducir este sistema en el mercado dedicado al gran público. Alvis Cars presentó su modelo comercial, el Alvis 12/50, en 1928, pero tampoco tuvo éxito.

### De 1930 a 1945

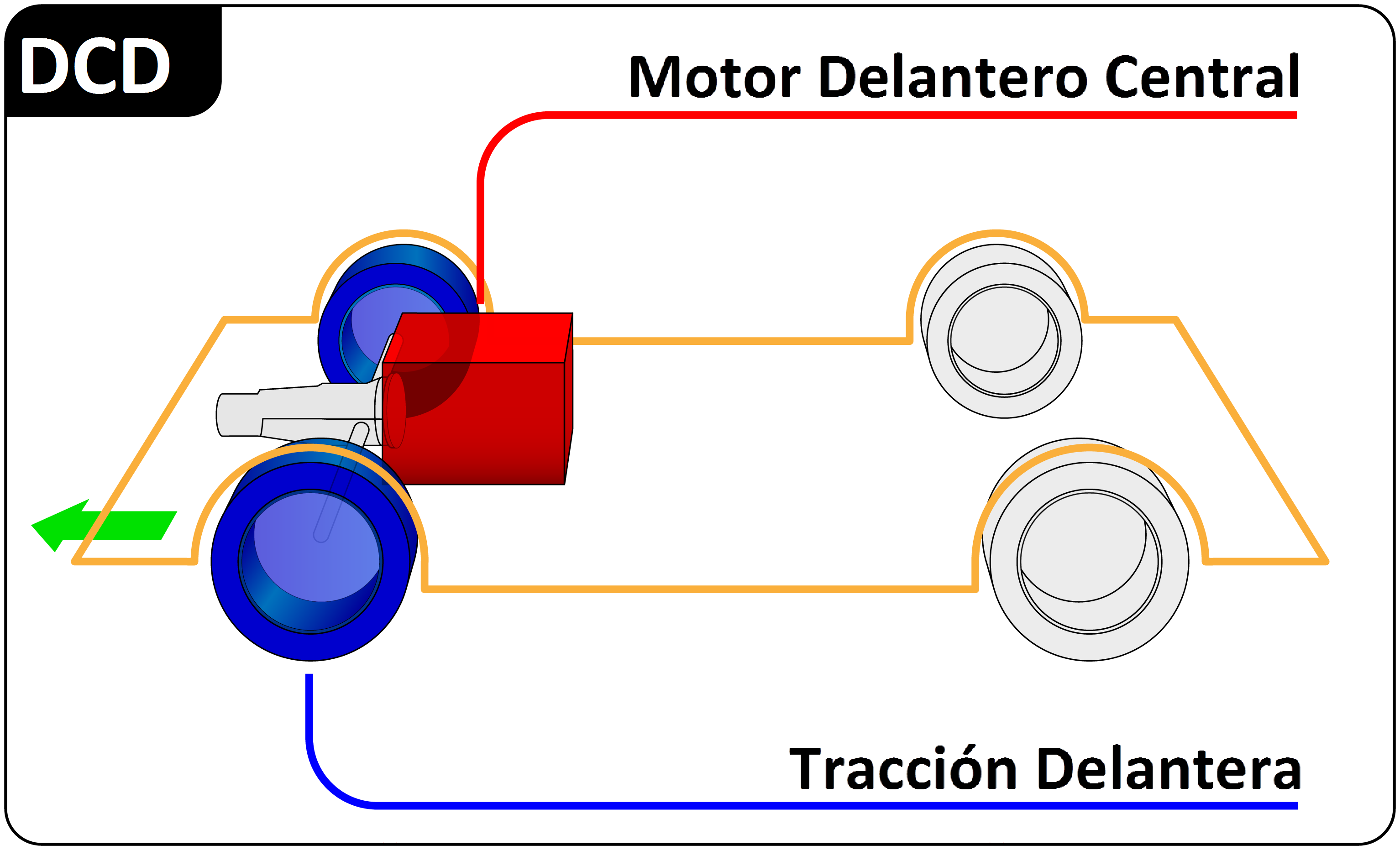
Esquema de un sistema de tracción delantera y transmisión realizado en 1930. Renault empleó esta configuración a partir de 1960

La primera aplicación comercial del sistema de tracción delantera con éxito se registró en 1929. BSA (la empresa Birmingham Small Arms) fabricó un único modelo de tres ruedas con tracción delantera, que se estuvo fabricando hasta 1936, con versiones de turismo y deportiva. En 1931 se lanzó en Alemania el DKW F1. Buckminster Fuller diseñó sus tres prototipos del coche Dymaxion un motor trasero y tracción delantera. Otros fabricantes alemanes prosiguieron el desarrollo de modelos con tracción delantera, como Stoewer en 1931, Adler en 1932 y Audi en 1933. En 1934, se introdujo el exitoso sistema Traction Avant en los vehículos de Citroën, en Francia. El Cord 810, en Estados Unidos, otro modelo pionera de la tracción delantera, se hizo un hueco en los mercados en los años 1930, con mayor éxito que su predecesor en la década anterior. Estos vehículos contaban con un diseño en el que el motor iba por detrás de la transmisión, funcionando "al revés", (salvo en el Cord, en el que la transmisión estaba localizada en la parte frontal del motor). El diseño estándar de tracción delantera tiene una distribución de pesos mejor, brindando unas "características de control positivas", debido a su baja inercia polar. Esto es el resultado de que el componente más pesado (el motor) esté situado cerca del centro de gravedad del vehículo, creando una componente principal de su momento de inercia relativamente baja. Otro resultado de este diseño es el chasis alargado.

### De 1945 a 1960

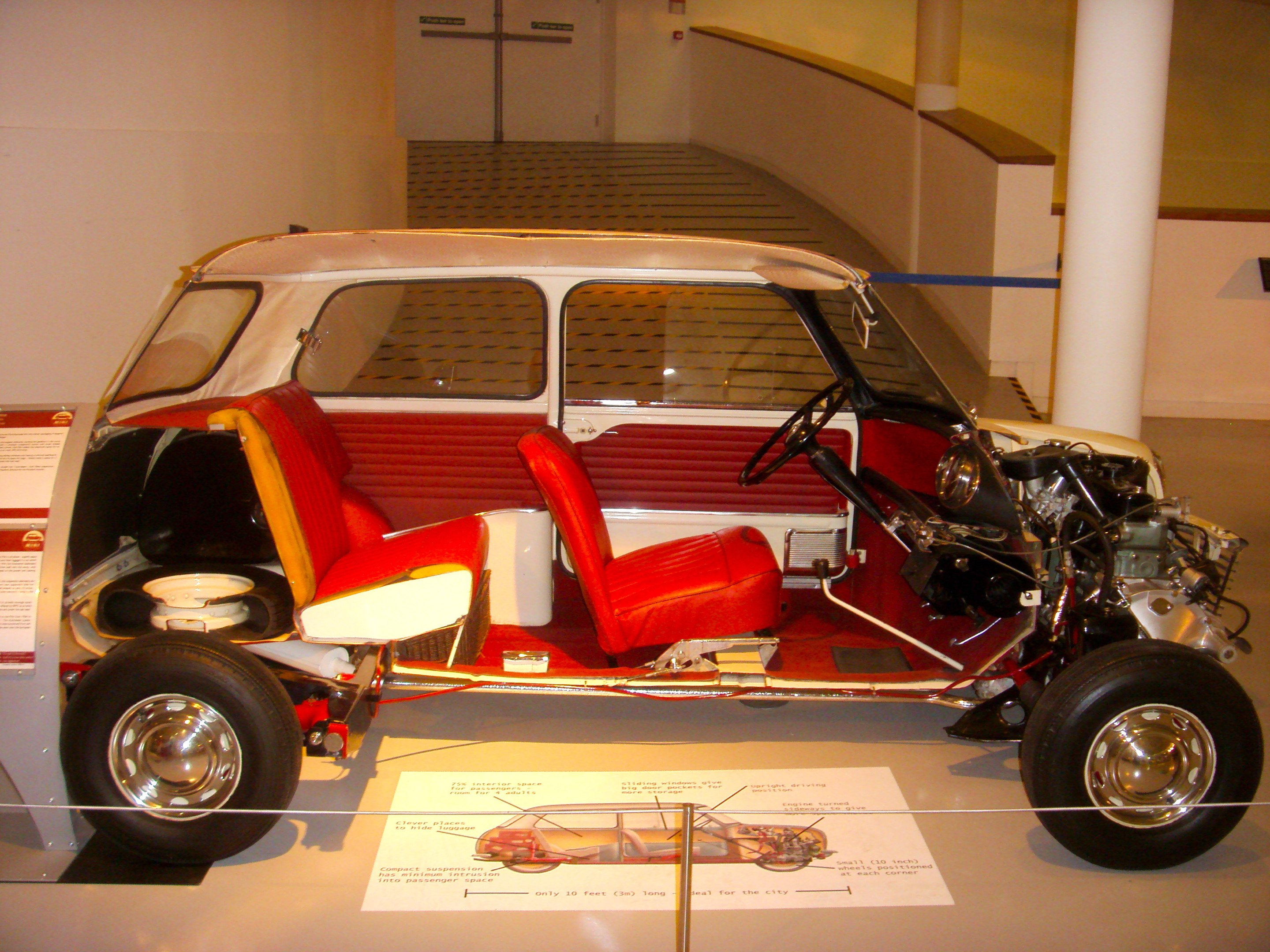
Mini de 1959 con motor transversal

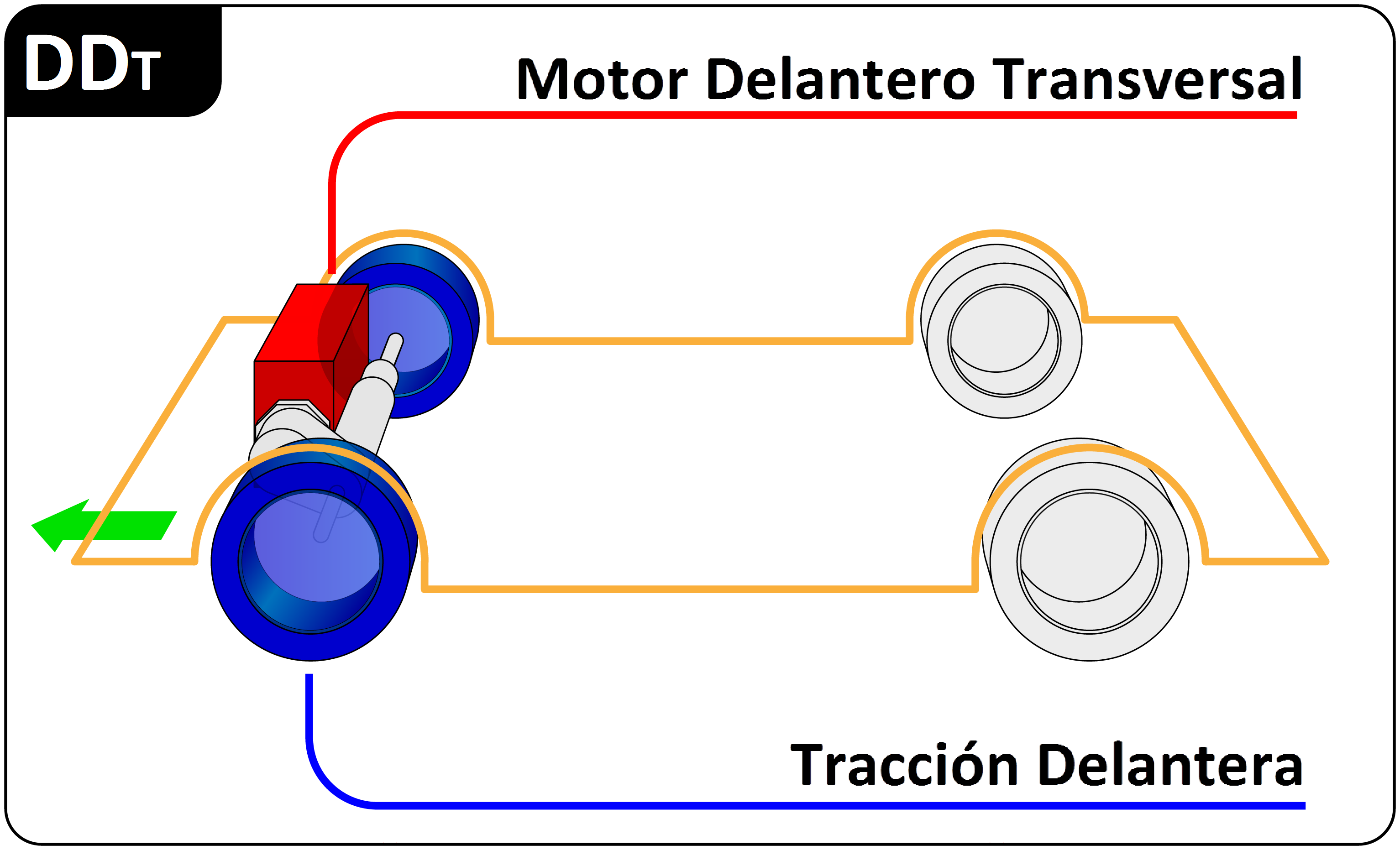
Diseño de tracción delantera pionero en el Mini, el más común hoy en día

El diseño con tracción delantera continuó fabricándose en 1948 con el Citroën 2CV, donde el ligero motor bóxer bicilíndrico de aluminio refrigerado por aire estaba montado sobre las ruedas delanteras y las accionaba con un cardán de tipo Hooke, y con el Citroën DS de 1955, que disponía de un motor delantero central. Panhard de Francia, DKW de Alemania y Saab de Suecia, tenían vehículos exclusivos de tracción delantera, comenzando con el Saab 92 de 1948.
En 1946, la empresa inglesa Lloyd Cars produjo coches deportivos de tracción delantera, como el Lloyd 650. El motor de dos tiempos y dos cilindros iba montando de forma transversal en la parte frontal y tenía una caja de cambios con cuatro velocidades sincronizadas. Esta producción se hundió debido a su alto precio, llegando a fabricarse únicamente 600 unidades entre 1946 y 1950.
En 1954, Alfa-Romeo puso a prueba su primer vehículo compacto de tracción delantera, llamado "33". Su aspecto recordaba a una versión corta del Alfa Romeo Giulia. Sin embargo, debido a dificultades económicas durante la posguerra, nunca llegó a producirse en serie. Por esta razón, a pesar del éxito de Alfa-Romeo con el "33", el primer vehículo con motor transversal y tracción delantera considerado "moderno" en Europa fue el Mini.
En 1955, uno de los primeros fabricantes japoneses en usar un motor transversal de tracción delantera fue Suzuki con el modelo Suzulight, un pequeño coche urbano denominado kei car en japonés.
En 1959, British Motor Corporation lanzó el Austin Mini, diseñado por Alec Issigonis como respuesta a la crisis del petróleo provocada por la Guerra del Sinaí de 1956, y para responder a la invasión del mercado protagonizada por los económicos coches con forma de medio huevo. El Mini fue el primer vehículo de tracción delantera con un motor transversal de 4 cilindros en línea y refrigerado por agua. La disposición del motor permitía añadir un 8 % de la longitud del vehículo al habitáculo, para ser destinado a los pasajeros. La mayoría de los vehículos modernos usan esta configuración. Tenía amortiguación de goma de suspensión progresiva independiente, un centro de gravedad bajo y unas ruedas situadas en las esquinas de la carrocería y equipadas con neumáticos radiales, dándole un increíble agarre y estabilidad, lo que le permitía competir con los coches más caros del mercado. Contaba con una junta homocinética en el eje de accionamiento del cardán, suministrada por la empresa GKN.

### De 1960 a 1975

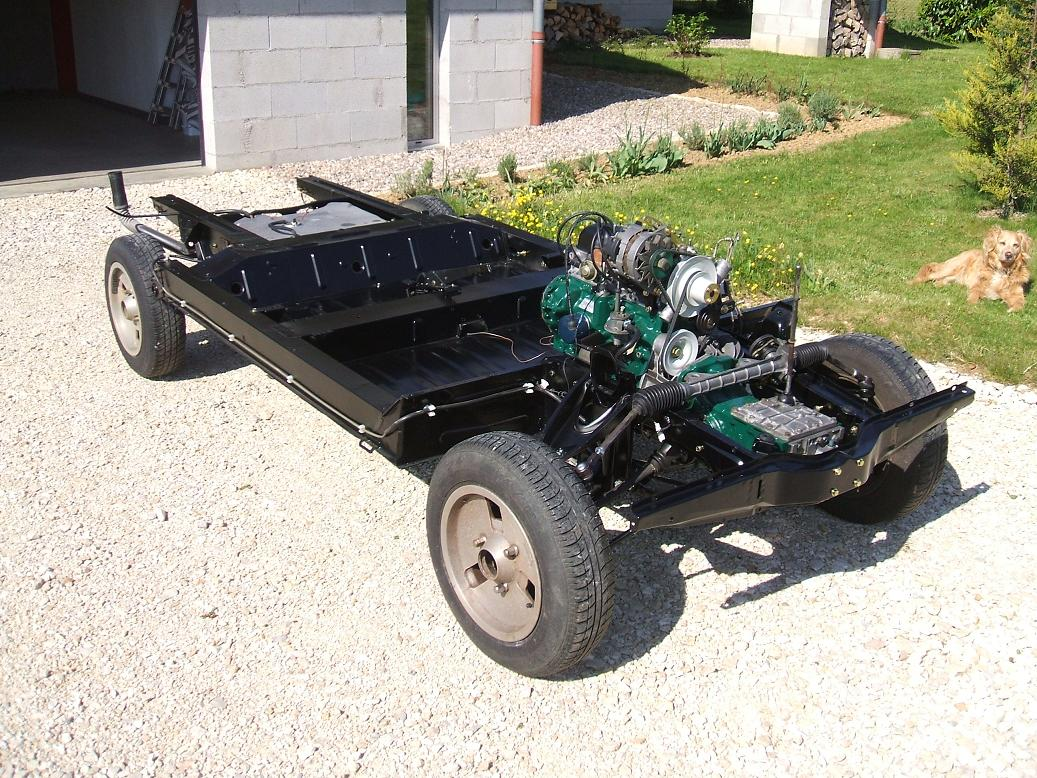
Chasis del Renault 4 de 1960, con caja de cambios y motor delanteros.

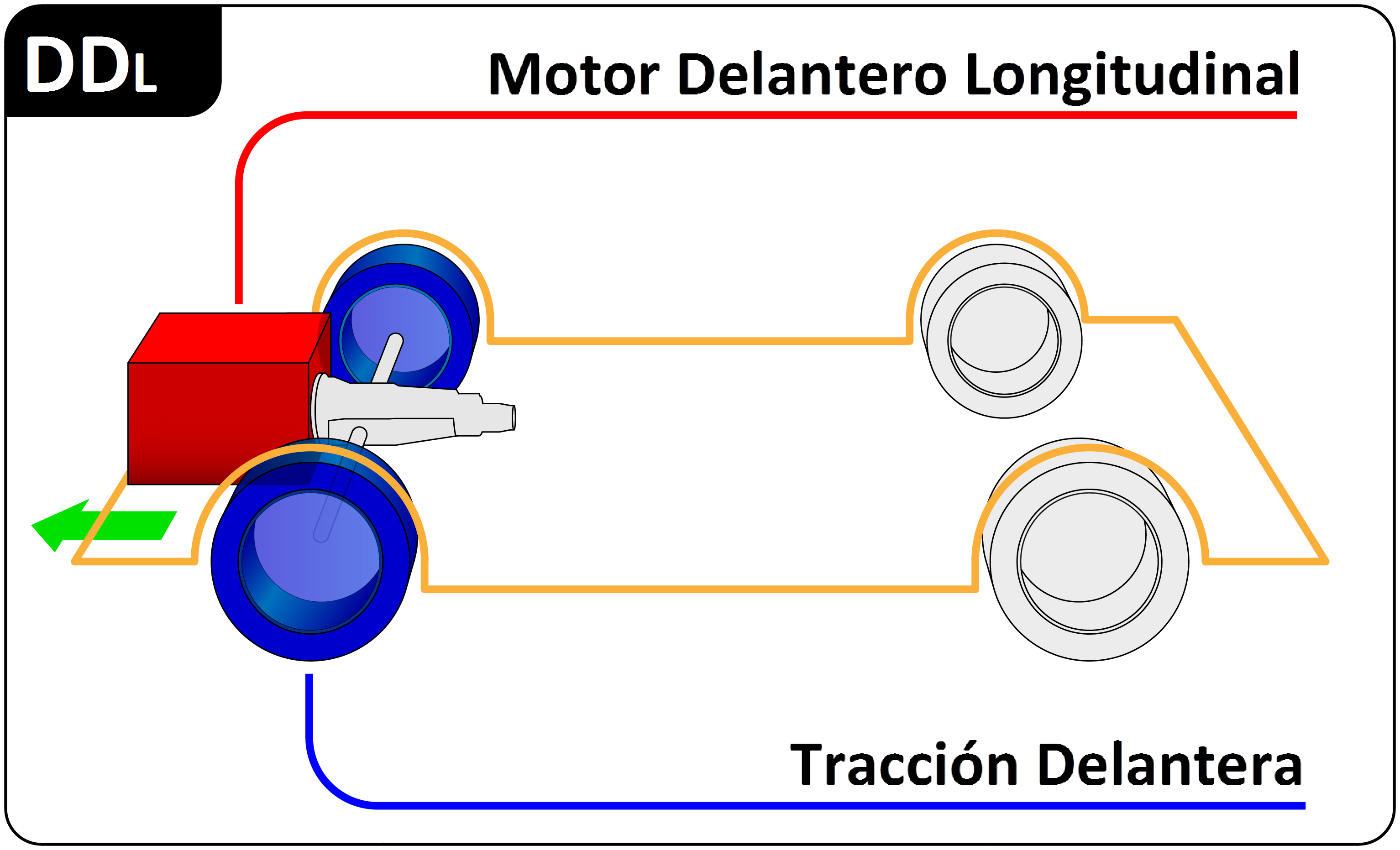
Diseño de tracción delantera usado por Audi y Subaru.

El motor transversal con sistema de tracción delantera fue popularizado en 1959 por el Mini, donde la transmisión iba incluida en el interior del motor y el guiado se transfería a través de un conjunto de palieres. Otra variante de la transmisión era la empleada por el Simca de 1960, con un motor y transmisión en línea, pero montado transversalmente y con ejes de transmisión longitudinales desiguales. El sistema desarrollado para el Mini es el empleado en la mayoría de vehículos modernos de tracción delantera. Peugeot y Renault desarrollaron cooperativamente su motor de 1970, donde el bloque de 4 cilindros tenía una reducción de altura, introduciendo la transmisión en la zona inferior (motor PSA X). Algunos factores hicieron que este motor no tuviera mucho éxito, como la necesidad de extraer todo el motor para cambiar el embrague.
El Triumph 1300 de 1965 se diseñó con un motor longitudinal con una transmisión inferior. Audi también utilizó un motor longitudinal sobre las ruedas delanteras desde 1970, siendo uno de los pocos fabricantes que aún usa esta configuración particular. Permite utilizar la misma longitud de eje motor y añadir fácilmente la tracción en las cuatro ruedas, pero la desventaja es que se dificulta el objetivo de conseguir una distribución de pesos 50/50 (sin embargo, el remedio para los modelos de tracción a las 4 ruedas es montar una caja de cambios en el transeje diferencial trasero). El Subaru 1000 apareció en 1966, utilizando un sistema de tracción delantera con un motor plano de 4 cilindros, con ejes de accionamiento de una longitud igual, que transmite algunos de los problemas del tren motriz, convirtiéndose en algo complejo y desequilibrado en el compartimento del motor. El Alfa Romeo Alfasud y su sustituto, el Alfa 33 de 1983, utilizaron el mismo diseño.
Honda también presentó varios vehículos compactos de tracción delantera, con el N360 y el N600, el Z360 y Z600 en 1967, el Honda 1300 en 1969, seguido del Honda Civic en 1972 y el Honda Accord en 1976.
Además entre 1970 y 1980, los motores Douvrin se utilizaban en los modelos de Renault más grandes (20, 21, 25 y 30), con un diseño longitudinal delantero. La primera generación del Saab 900, lanzada en 1978, también empleó un motor longitudinal con transmisión inferior y engranajes helicoidales. El Oldsmobile Toronado de 1966 fue el primer vehículo de tracción delantera de los Estados Unidos, desde la época del Cord 810. Empleaba un motor longitudinal en el emplazamiento de su V8, emparejado con una transmisión "split" inusual, que orientaba la potencia del motor con un giro de 180 grados. La potencia iba a un diferencial, montado sobre la caja de transmisiones, desde mitad del eje hasta las ruedas. La línea de transmisión se encontraba en el punto central de las ruedas, brindando una mejor distribución del peso, aunque esto elevaba el motor, haciendo necesaria una reducción de los sistemas de admisión.

#### Innovación de Giacosa
El diseño de tracción delantera impactó fuertemente, teniendo éxito en los coches pequeños y económicos, especialmente en el Mini británico. El ingeniero Alec Issigonis, colocó la transmisión y el compartimento del motor en una única pieza, con el radiador del motor montado en un lateral, alejado de la toma de aire fresco. El diseño, en ocasiones, necesitaba que el motor se retirase para reparar el embrague.
El ingeniero Dante Giacosa, elaboró un motor transversal para el Fiat 128 con unos ejes de accionamiento y un mecanismo de embrague innovador, idea que Fiat había probado estratégicamente en otros modelos previos, como el Primula, del fabricante Autobianchi.
Listo para su producción en 1964, el Primula tenía reductores de velocidad del mecanismo diferencial y una unidad final con ejes de transmisión desiguales. El diseño permite que el motor y la caja de cambios se ubiquen de forma independiente, sin compartir fluidos de lubricante, orientando la ventilación al flujo de aire fresco. Gracias a la prueba del Primula, Fiat supo resolver los problemas de desventaja del diseño, incluyendo una transmisión de potencia desigual, así como el desgaste desigual de neumáticos, debido a que el coche tenía tendencia a desviarse hacia el lado que se llevaba más parte del peso del motor.
Después de desarrollar el 128, Fiat demostró la flexibilidad de su diseño, reconfigurando el tren de transmisión del 128 a un diseño de motor central para el Fiat X1/9. El diseño compacto y eficiente de Giacosa (un motor transversal con transmisión junto al bloque y tracción a las ruedas delanteras, teniendo una longitud de ejes desigual y combinado con suspensión MacPherson y un radiador independiente, diseño que acabó siendo común entre sus competidores y podría decirse que se convirtió en un estándar del fabricante.

### De 1975 a 1990
El estándar del Corporate Average Fuel Economy impuso una serie de regulaciones sobre los vehículos en los Estados Unidos. El cambio se inició en 1978, con la introducción del primer motor transversal americano, montado en el Plymouth Horizon y el Dodge Omni (basados en los diseños europeos del Simca-Talbot Horizon), seguido del Chevrolet Citation de 1980 y de otros vehículos.
Mientras tanto en Europa, los fabricantes empezaron a homogeneizar sus motores durante la década, dejando a Audi (y Volkswagen) sola con el diseño de motor frontal longitudinal. Años antes esta fue la configuración más común en Europa, como se pudo ver con el Citroën DS, el Renault 12, el Renault 5, el Renault 25 (antecesor del Chrysler LH), el Alfa Romeo 33 o el Volkswagen Passat.
Esta transición puede ejemplificarse en el Renault 21, que ofrecía configuraciones del motor muy dispares. La versión de 1,7 litros tenía un motor transversal, pero Renault no tenía una caja de cambios que encajase para un motor más potente: por esta razón, las versiones más potentes tenían un motor longitudinal.
Reduciendo el peso del tren de transmisión y el espacio necesario, el vehículo podía ser más compacto y eficiente sin tener que sacrificar su aceleración. Integrando el tren de transmisión de forma transversal, opuesto al diseño longitudinal, en una construcción unificada y con tracción delantera se ha obtenido el resultado del automóvil con tracción delantera moderno del mercado actual. Estas son algunas sugerencias que el Volkswagen Golf implementó en 1974, de la mano de un competidor estadounidense, así como el Honda Civic en 1973 o el Honda Accord en 1976. El Ford Fiesta de 1976 fue el primer vehículo de tracción delantera de Ford en Europa, y GM apareció más tarde en 1979 con el Opel Kadett/Vauxhall Astra. La importación de vehículos a los Estados Unidos fue la primera acción de los fabricantes, para aumentar así la demanda de sus coches económicos. La popularidad de la tracción delantera comenzó a florecer, con el Ford Escort de 1981, el Nissan Sentra de 1982 y el Toyota Corolla de 1983. La tracción delantera se convirtió en lo normal entre los vehículos de tamaño intermedio, partiendo con el Chevrolet Celebrity de 1982, el Toyota Camry de 1982, el Dodge 600 de 1983, el Nissan Maxima de 1985, el Honda Legend de 1986 y el Ford Taurus de 1986. A mediados de los años 1980, los antiguos modelos japoneses de tracción trasera se convirtieron al diseño de tracción delantera y a mediados de la década de 1990, la mayoría de marcas americanas vendían cada vez menos coches de tracción trasera.

### De 1990 a la actualidad

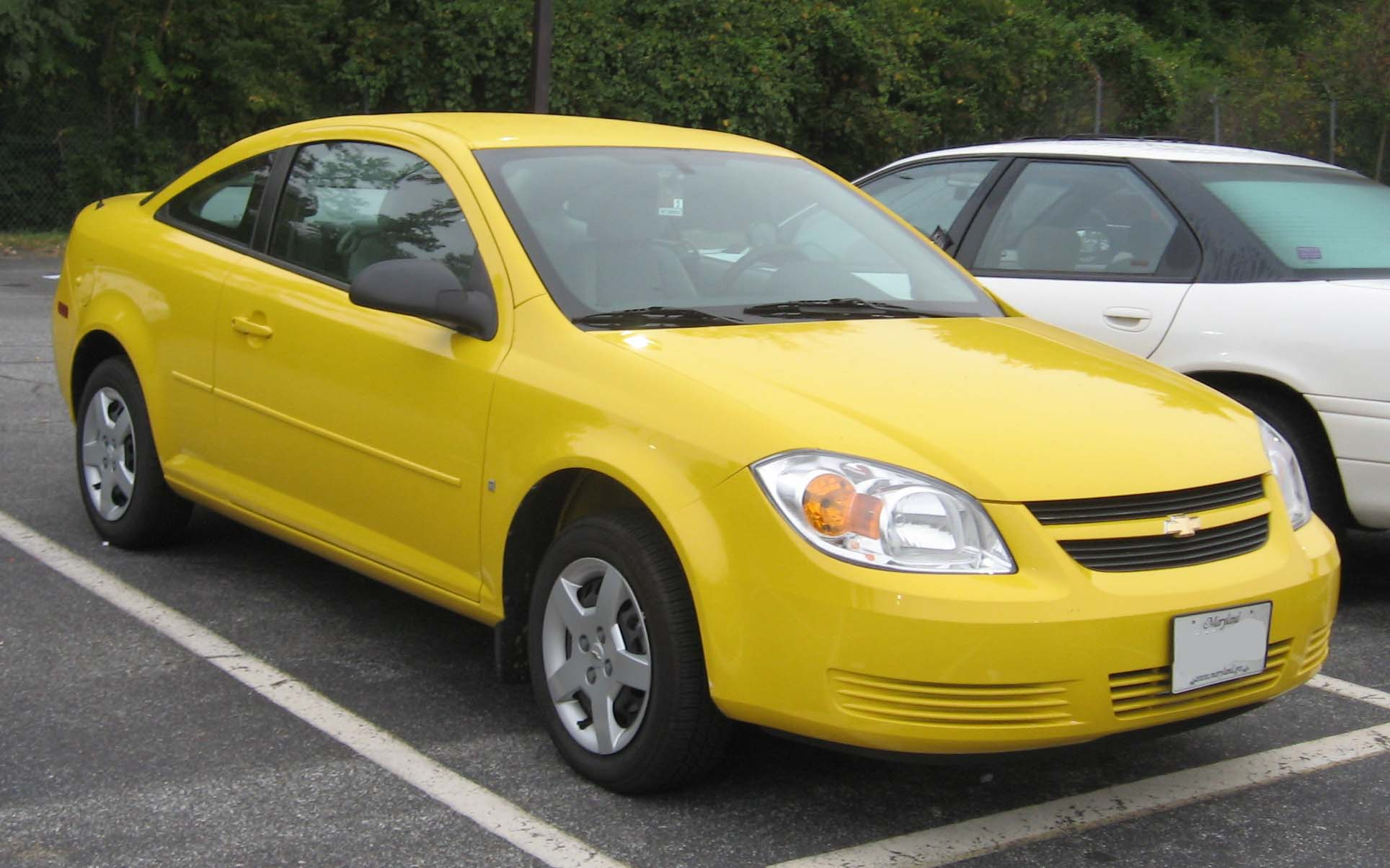
El Chevrolet Cobalt, un tracción delantera (2004 a 2010)

La inmensa mayoría de los vehículos de tracción delantera actuales utilizan un motor transversal con transmisión integrada, manejando las ruedas delanteras con unos ejes conectados al conjunto homocinético y un ventilador de refrigeración controlado electrónicamente. Esta configuración fue pionera gracias a Dante Giacosa en 1964, con el Autobianchi Primula y se popularizó con el Fiat 128. Fiat promocionó en su anuncio que esas características mecánicas ocupaban únicamente un 20% del volumen total del vehículo y que Enzo Ferrari tenía un 128 como vehículo personal. El Mini de 1959 fue pionero en utilizar un motor transversal con tracción delantera, pero su disposición era sustancialmente distinta a la de Fiat en cuanto a la transmisión, así como el ventilador de refrigeración y la colocación del motor.
Volvo Cars cambió todos sus diseños tras el 900 a tracción delantera. Los ingenieros suecos dijeron que los motores transversales permitían que la parte delantera del coche pudiera deformarse más y proteger el habitáculo en caso de accidente. Los fabricantes americanos decidieron optar por modelos más grandes (como el Chrysler 300 o la mayoría de los Cadillac), regresando a la tracción trasera. Relativamente había pocos vehículos de tracción trasera en el mercado norteamericano hasta los años 1990, y Chrysler tuvo exclusivamente modelos de tracción delantera hasta 1990. GM siguió así hasta 1996, momento en el que su B-body se desfasó y optaron por deportivos (Camaro, Firebird, Corvette) de tracción trasera; a comienzos del año 2000, el Chevrolet Corvette y el Cadillac Catera eran los únicos modelos de tracción trasera de General Motors, hasta que llegó el Sigma. Tras el desfase del Ford Panther (excepto en el Mustang), Ford (incluyendo la Transit Connect) fabricó un modelo para 2012 de tracción delantera; su plataforma D3 (basada en Volvo) tiene tracción total opcional.

## Ventajas e inconvenientes de la tracción delantera

### Ventajas
Liberación de espacio constructivo en el capó, que puede hacerse más corto en beneficio del habitáculo (solo en los motores transversales). Aumento de espacio en el habitáculo. Reducción del peso del vehículo. Con un cálculo acertado de la geometría de las suspensiones y la dirección, mayor control en curva (subvirador). Mejor control en situaciones adversas (lluvia, gravilla). Un vehículo de tracción delantera puede ser tan eficaz como un tracción trasera y, con los actuales sistemas de ayudas a la conducción, ambos son igual de seguros.

### Inconvenientes
A partir de una cierta potencia es difícil garantizar la transmisión al suelo (agarre) del par motor en aceleraciones fuertes, por el reparto momentáneo de pesos en esas condiciones. Por ello la solución ideal para transmitir la máxima tracción al suelo sigue siendo la tracción total, debido a que hay un reparto de potencia en las 4 ruedas.
Requiere un mantenimiento más riguroso que los de propulsión trasera debido a que las ruedas delanteras también llevan la dirección y un sistema de juntas homocinéticas (en países como Venezuela se les conoce con el nombre de tripoides). 
Estos coches tienen como principal ventaja que las ruedas tractoras se unen a la dirección estando siempre orientadas en la dirección del vehículo, por lo que son más fáciles de controlar en condiciones normales que los coches de propulsión trasera, en competiciones de agarre. Sin embargo, los coches de tracción trasera son imprescindibles para competiciones de derrapadas. La inmensa mayoría de los coches de gama baja y media poseen tracción delantera. La mayoría de los de gama alta poseen propulsión trasera o total.
Todas estas consideraciones no pueden hacer obviar el reparto de pesos del vehículo, es decir, la posición de su centro de gravedad con respecto a las ruedas. En este sentido, la configuración óptima la produce la propulsión trasera con el motor por delante del eje trasero, lo que se denomina «motor central». Es la configuración de los vehículos de competición en circuito (como los de F1) y los deportivos de gama alta.

## Configuraciones de vehículos con tracción delantera

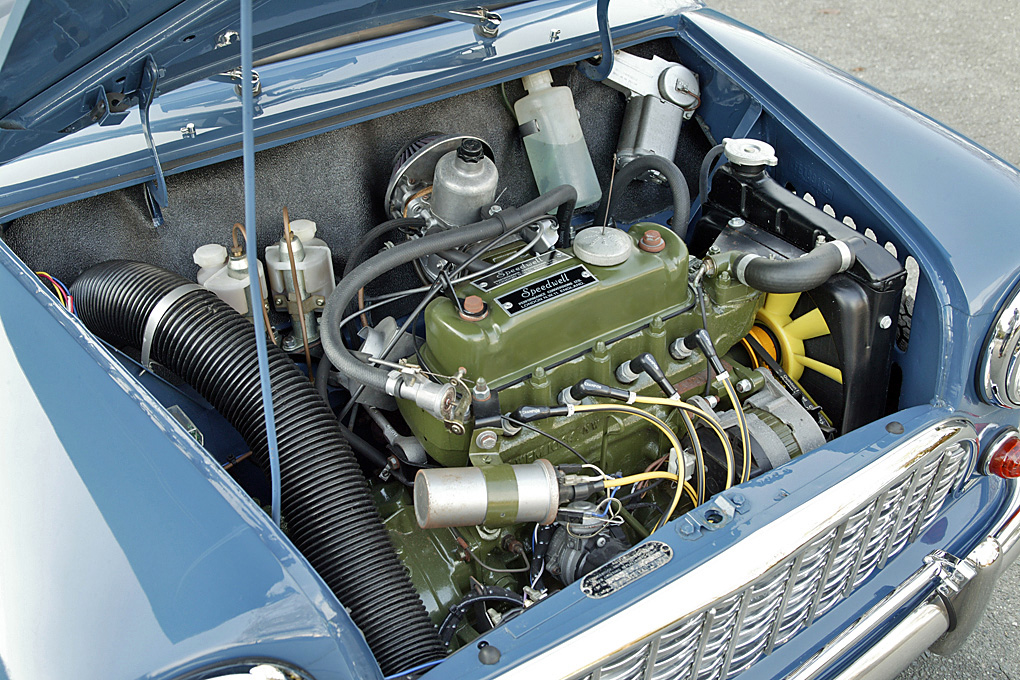
El capó abierto de este antiguo Mini muestra el motor montado transversalmente que impulsa las ruedas delanteras

Hay tres modalidades diferentes de esta configuración básica, en función de la ubicación del motor, que es el componente más pesado del tren motriz.

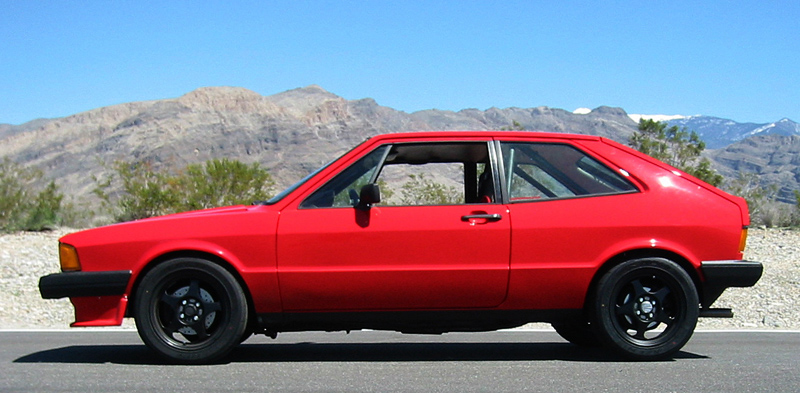
Volkswagen Scirocco Mark I con motor delantero transversal y tracción delantera, se lanzó al mercado en 1974

### Motor delantero transversal / Tracción delantera
- Alfa Romeo: Giulietta (2010)
- Audi: A3
- BMW: Mini
- Chevrolet: Celebrity
- Chrysler: Talbot Horizon / Dodge Omni
- Citroën : BX, Saxo, C2, C6.
- Fiat: 128, 127, 147, 125, 1500
- Ford: Fiesta, Taurus, Focus, Taunus
- Honda: Civic
- DKW: F89, F89 L
- Mitsubishi: Lancer, Mirage
- Opel: Kadett tipos D -E, Astra tipos F -G - H, Corsa
- Renault: Laguna, Megane, Clio
- Volkswagen: Scirocco, Golf / Rabbit, 1500, Carat, Senda
- Toyota: Corolla, Camry

### Motor delantero longitudinal / Tracción delantera

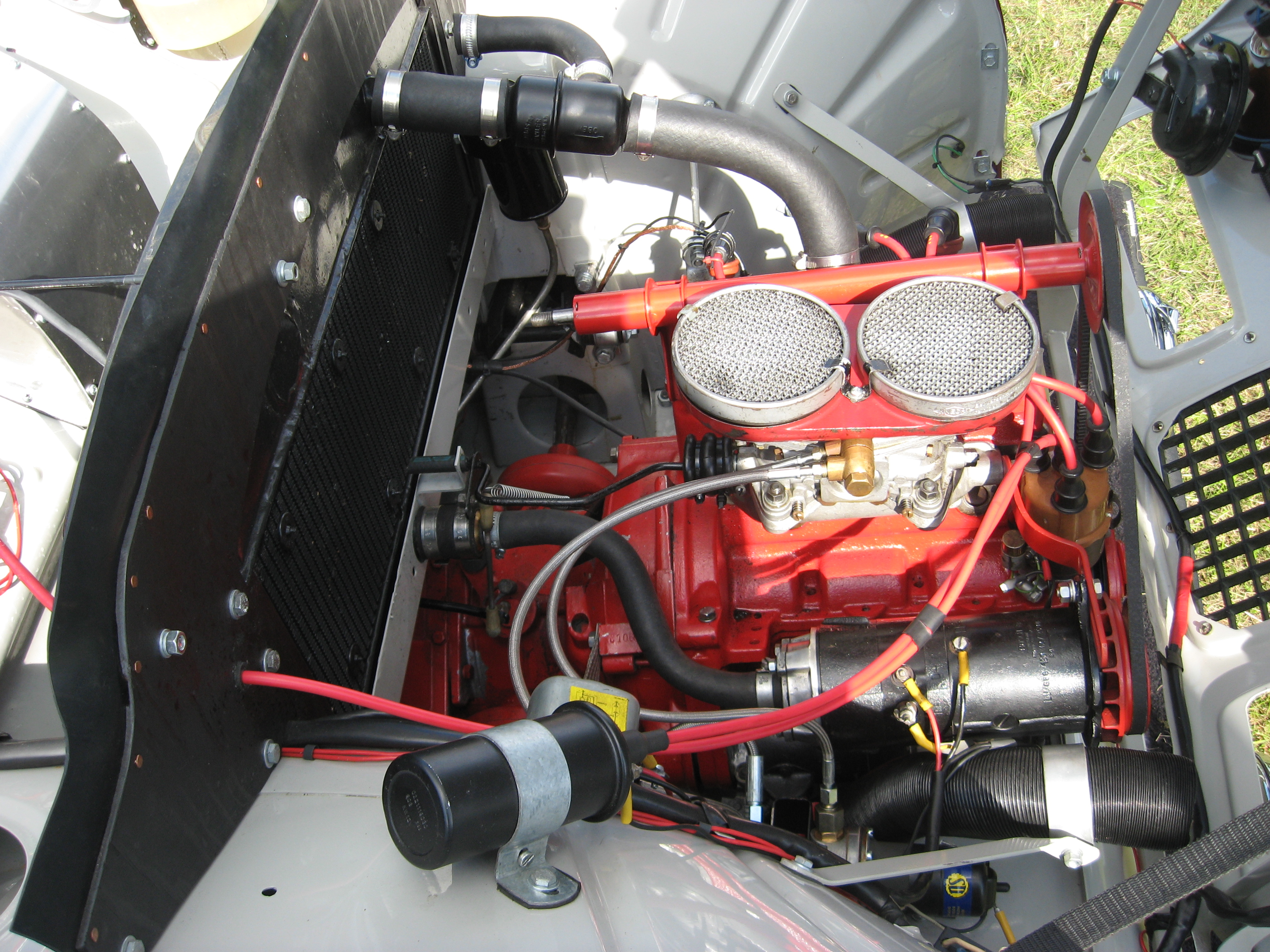
Este Saab 93 muestra el motor montado longitudinalmente en la parte frontal del vehículo

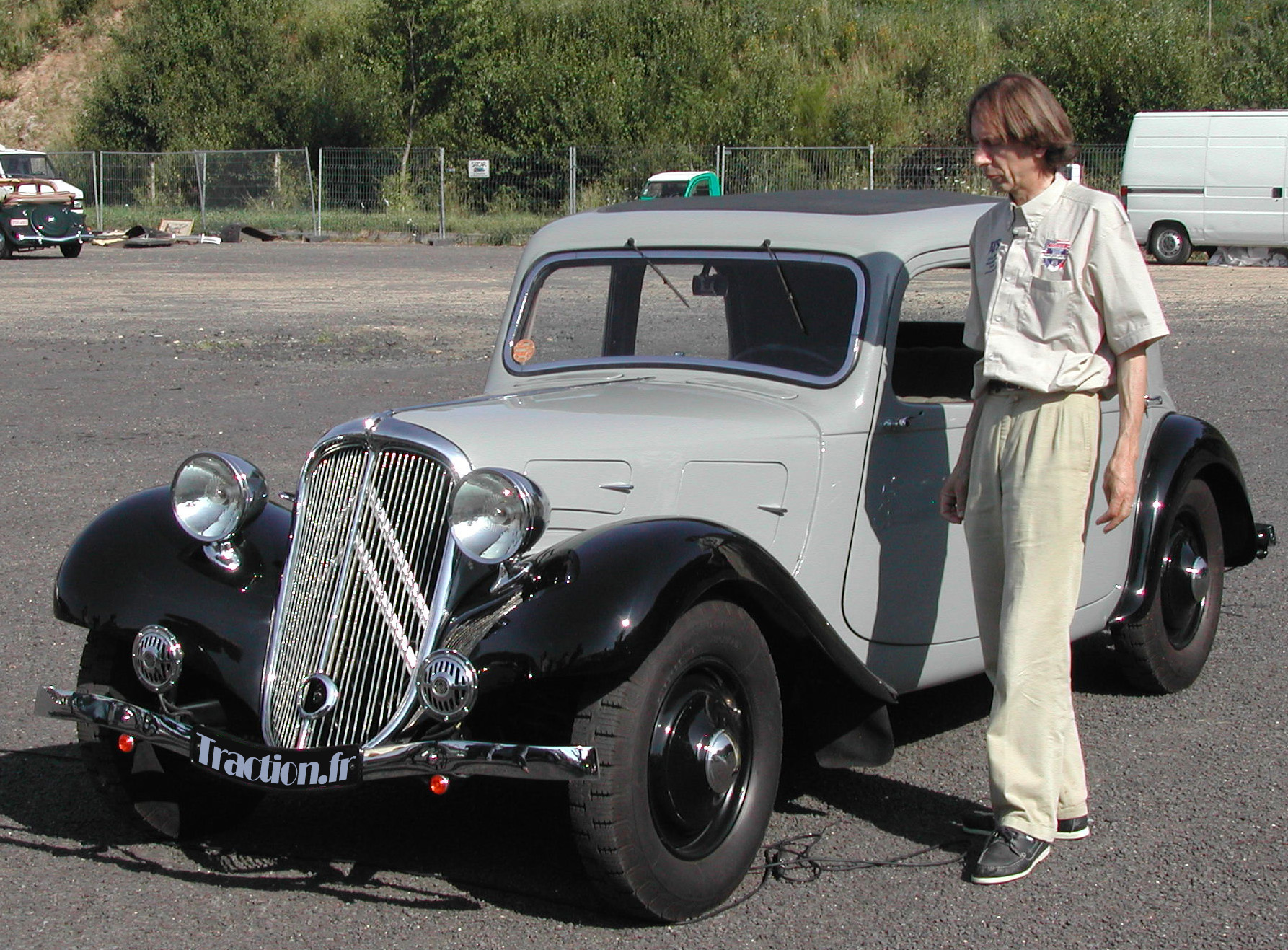
En el Citroën Traction Avant, el tren motriz delantero central mejora la distribución de pesos, rebajando la altura del coche y por lo tanto, el centro de gravedad, lo que aumenta su estabilidad

En los coches con tracción delantera, pero con el motor en posición longitudinal, la mayoría de las veces, la parte más trasera del motor se encuentra por delante del eje delantero, ubicando el motor en la parte frontal del automóvil.
- Alfa Romeo: Alfasud, Sprint, 33, 145 (motor bóxer)
- Auto Union: 1000, F1000
- Audi: F103, 80, A4, 100, A6, A8
- Chrysler: 300M / Concorde / LHS / New Yorker / Eagle Vision / Dodge Intrepid
- Citroën: Traction, 2CV, DS/ID, Ami6, Dyane, Ami8, Mehari, GS/GSA, SM, LN/LNA
- DKW: F91, F93, F94, Auto Unión 1000, F102, F1000
- Ford: Taunus 12M y 15M
- Lancia: Flavia, Fulvia
- Mercedes-Benz: F1300, MB 100
- NSU: Ro 80, K70
- Kaiser Manhattan
- Oldsmobile Toronado
- Panhard Dyna
- Renault: 12, 15, 16, 17, 18, 20 21 / Eagle Medallion (La versión 1.7 litros del Renault 21 se destaca por motor transversal), Renault 25 / Eagle Premier, Renault 30
- Saab: 93 y descendientes, 99 y descendientes.
- Volkswagen: K70, Passat, Gol

### Motor delantero longitudinal central / Tracción delantera
Algunos fabricantes, como Saab, Citroën o Renault han colocado a veces sus motores al contrario del «motor delantero longitudinal frontal», con el primer cilindro montado próximo a la pared del habitáculo del coche. Uno de los modelos más famosos con esta disposición es el Citroën Traction Avant. Hoy en día, esta disposición se encuentra en desuso.
- Citroën Traction Avant, SM
- Renault 4, 5, 6

## Récords
- El Nissan GT-R LM Nismo de carreras tiene el récord de ser el vehículo de tracción delantera más potente, con una salida de aproximadamente 500 CV (368 kW) y con el sistema flywheel activado cerca de 750 CV (552 kW). Esto hace un total de 1250 CV (919 kW).
  - Sin embargo, el Oldsmobile Toronado de 1970 sigue siendo el más potente con motorización legal para circular por carretera hasta día de hoy, con una opción W-34 que rinde 400 CV (294 kW).
- El Cadillac Eldorado, habiendo introducido la tracción delantera en 1967, mantiene el récord del motor más grande en un coche de tracción delantera, con una cilindrada de 8.2 L, partiendo del modelo de 1970 hasta el de 1976.[cita requerida]
- Una producción del Dodge Neon SRT-4 de RaceDeck Racing rompió el récord de velocidad terrestre en su clase en el Bonneville Salt Flats de Utah, el 16 de agosto de 2006. Conducido por Jorgen Moller Jr., el récord se estableció en 356 km/h de velocidad media en dos carreras de 8 km.